# カラル遺跡
カラル (Caral) ないしカラル＝スーペ (Caral-Supe) は古代アンデス文明の遺跡で、2009年にユネスコの世界遺産リストに登録された。ペルーの首都リマの北方およそ200 km に位置するリマ県バランカ郡のスーペ谷に残る大規模な遺跡で、研究者たちの中にはアメリカ大陸最古の都市遺跡と評する者もいる。その評価は完全に定まっているわけではないが、アンデス文明の中でも、カラル文化ともノルテ・チコ文化（Norte Chico civilization）とも呼ばれる時期の文化の担い手たちの遺跡として、研究が積み重ねられている。

## 概要
カラルに定住者がいたのは紀元前3000年頃から前2000年頃のことで、60 ha以上の広さがあった。
カラルが栄えていた時期は、日本人研究者によるアンデス文明の時期区分では「形成期」の早期に位置付けられている。従来その時期は「古期」の後期から末期とされていたが、カラル遺跡やその周辺での神殿の発見が、形成期の始期を遡らせる一因となった。
ルート・シャディ (Ruth Shady, ルトゥ・シャディ) を中心とする発掘者たちは、カラルで大神殿だけでなく多数の住居跡も発見されていることから、南北アメリカ大陸で最古の都市機能を持つ中心部と主張している。周辺からは同様の遺跡も発見されているが、カラルは3000人以上を収容できたと考えられており、ノルテ・チコ期の発見されている遺跡の中では最大級であると同時に、積極的な研究が進められている遺跡である。発見された神殿には、コトシュ遺跡を中心とするいわゆる「コトシュ宗教伝統」に属するものもあるが、規模の面でコトシュを凌駕し、推測される社会的成熟度の面でも、より後の時代のものと同等とされる。
カラルはスーペ川流域に発達し、その河口から25 - 30 km ほどに位置している。川沿いの地域を中心にアボカド、インゲン豆、カボチャ、サツマイモ、トウガラシ、トウモロコシなどが発見されており、食糧の一部を農業によって確保していたことが確実視されている。また、ワタも栽培されており、布作りなどに利用されていた。その一方でイワシなどの魚介類も発見されており、沿岸部のアスペロ遺跡をはじめとする類似の神殿遺跡群が残る地域とも交易を行なっていたらしい。また、内陸ではアマゾン川周辺との交易の痕跡も指摘されている。シャディは、カラルがノルテ・チコ文化の中心地であり、それ自体が沿岸部やより奥地の文化圏と交易によって結ばれる形で、より広い文化圏に属していると考えている。

## 考古学的発見

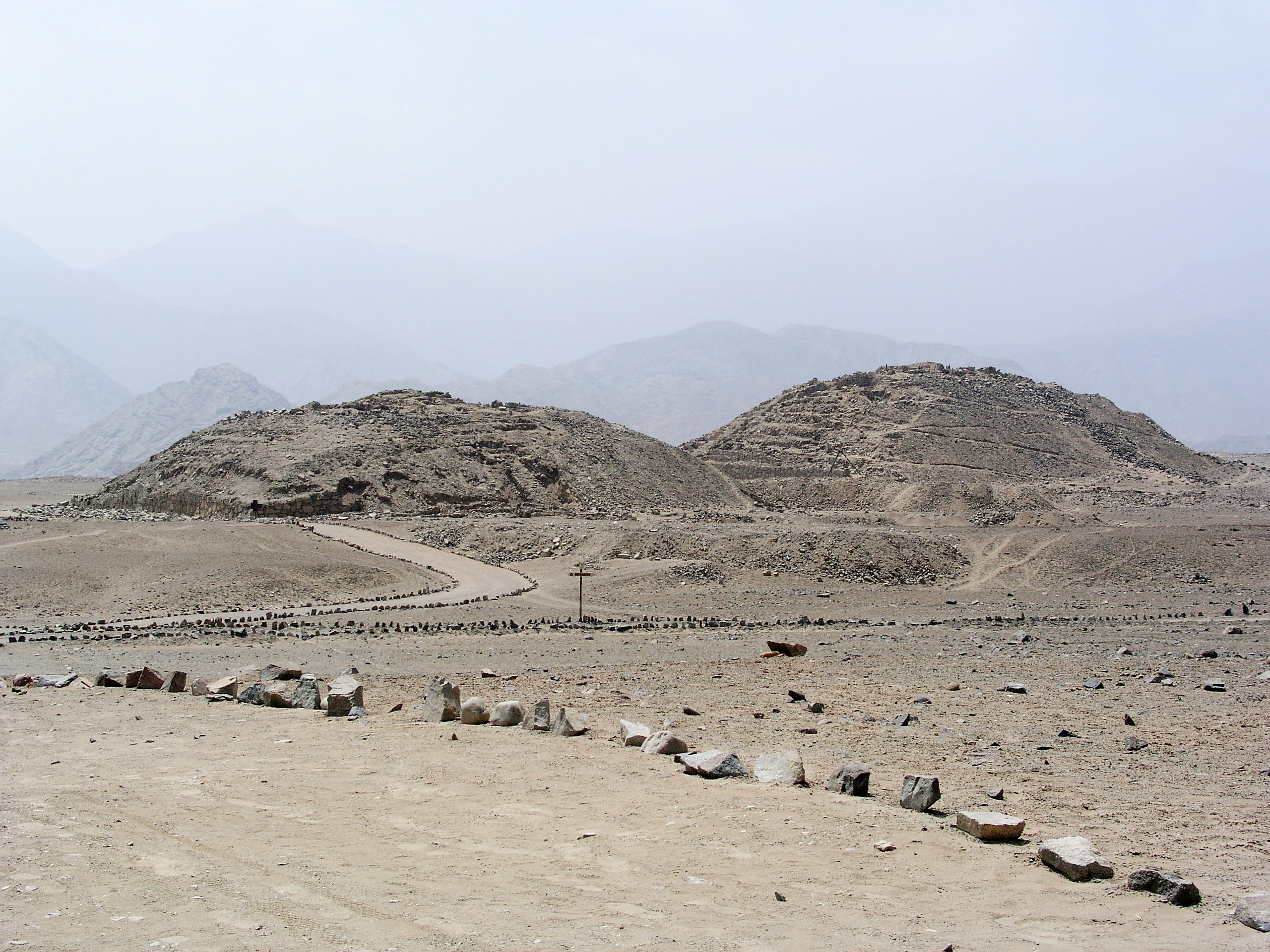
太平洋岸から約20kmのスーペ谷にあるカラルの大神殿

ポール・コソックは1948年にチュパシガロ・グランデ (Chupacigarro Grande) を発見した。この遺跡は現在のカラル遺跡に含まれ、天体観測に関する痕跡などが見られるものだったが、この遺跡は当時アンデス一帯で捜し求められていた典型的な遺物がほとんど出土しなかったことから、20世紀末まではほとんど注目されなかった。
しかし、1994年にペルーの国立サン・マルコス大学教授の考古学者ルート・シャディが更なる発掘を行い、砂漠地帯から神殿建造物群、円形劇場、近隣の住居群をともなう紀元前2500年前後の遺跡を発見してから状況は一変した。都市建造物群は607,000 m2 の広がりを持ち、広場や住居群を備えていた。カラルが栄えた時期はエジプトの大ピラミッドが建造された頃とほぼ同じだが、食糧生産の発達が不十分だった地域での大規模建造物群という点で、非常に特異なものである。

### 神殿
大神殿 (スペイン語: Pirámide Mayor) は4つのフットボール競技場がほぼ入る広さで、高さは18 m である。カラルは紀元前2000年以前のアンデス地方の遺跡としては最大級であり、4千年紀にわたって失われ、従来未解明のままだったアンデス文明形成期の都市計画の見本といえる。カラルはアンデス文明の起源と初期都市群の発展にまつわる謎の解明に寄与してくれるかもしれないと信じられている。
カラルを含むスーペ谷には80 km2 の範囲で他に19もの神殿群が散在している。カラルの収容人口は3000人だが、スーペ谷に散在する19の神殿遺跡群全体では、2万人を収容することが可能だった。スーペ谷のこれらの遺跡全体はカラルとの類似性を持っており、小さな祭壇ないし環状列石をそなえている。

### 結び目のある繊維
カラルでの出土品の中には結び目のある繊維の断片も含まれていた。発掘者たちの中にはキープ（結縄）の一種とする者もいる。こうした出土品は、インカ帝国で大成することになる縄の結び目を使った情報記録システムであるキープが、以前に想定されていたよりもずっと古い起源を持つことの証拠であり、インカとカラルに文化的な連続性があった可能性すら想定しうるという。

### 道具

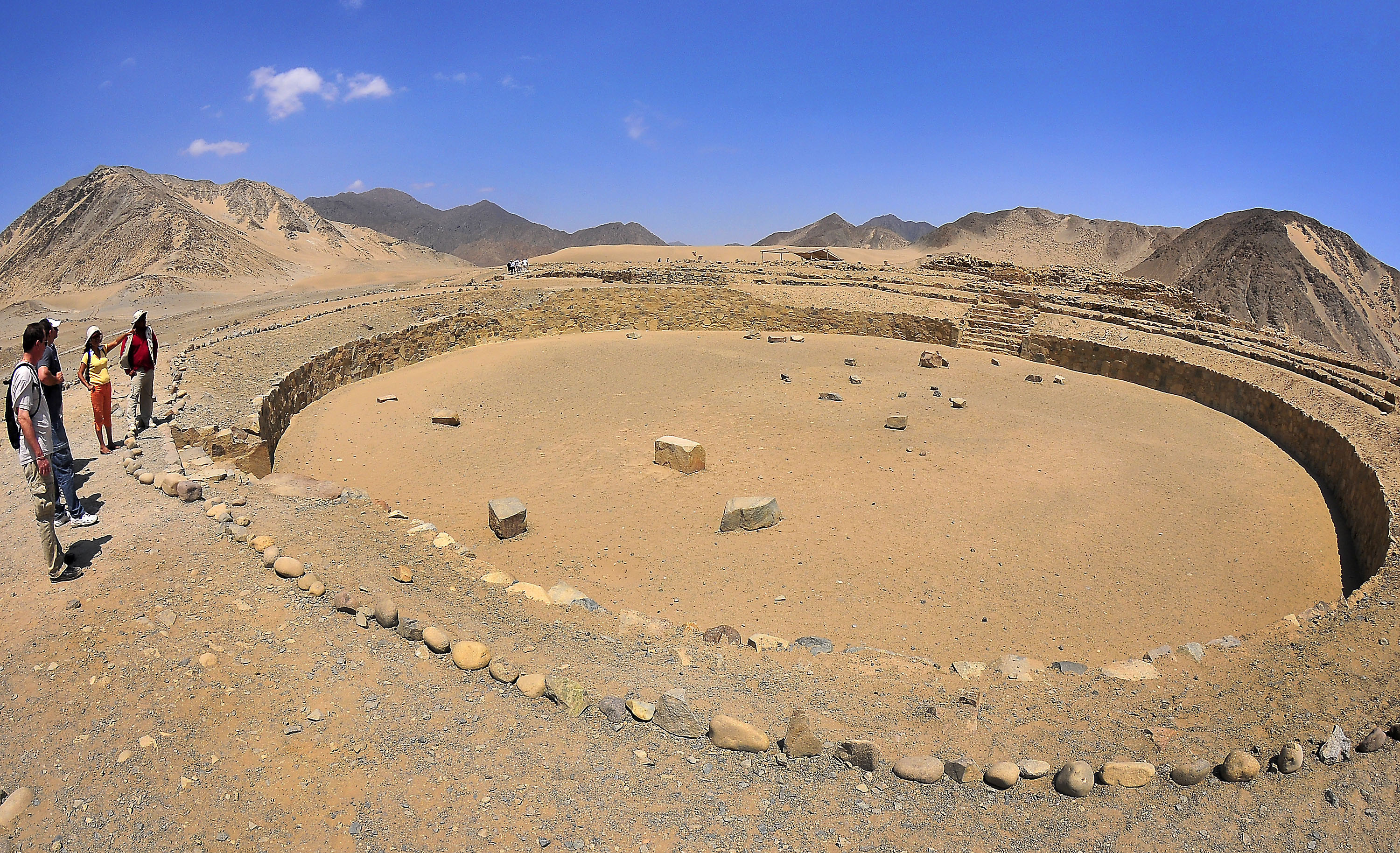
円形広場跡

カラルでは、武器や戦いを想定した胸壁、あるいは戦いで損壊したと思われる人骨といった争いの痕跡は一切見つかっていない。その一方で、祭礼の中心地と推測されている円形広場跡などからは、コンドルやペリカンの骨でできたユーモラスな人面線刻のある32本の笛や、鹿やリャマの骨でできた37個のコルネットも発見されている。つまり、シャディの発見はカラルが交易と歓楽に立脚した穏やかな社会であったことを示唆している。また、骨のビーズの首飾りをつけて埋葬された嬰児も発見されている。
薬物の使用の痕跡も発見されており、媚薬の可能性が指摘されている。コカも発見されており、カラルが組織的なコカの流通拠点として伸長した可能性を示しているのではないかと推測する研究者もいる。
現地で発見されたイグサ製の運搬袋の放射性炭素年代測定では、紀元前2627年という数字が出た。これらの目の粗い袋は「シクラ」と呼ばれ、神殿建設の石材の運搬に使われるとともに、さながら土嚢を積み上げる要領で、そのまま基壇を作り上げるのに使われた。この測定結果は年代の確定の上で重要だが、まだ年代が確定していない遺跡の最古層からの出土品は、さらに古い年代を示す可能性があると指摘されている。

カラル遺跡の360° パノラマ

## 世界遺産
カラル遺跡は2005年2月8日に世界遺産暫定リストに記載された。ペルーでは既に、チャビン・デ・ワンタル、ナスカの地上絵、チャン・チャンなど、アンデス文明の遺跡群はいくつも登録されていた。また、複合遺産であるマチュ・ピチュの歴史保護区などもそうである。しかし、上で見たように、カラルは少なくともアンデス文明で神殿建造物をもつ遺跡としては最古の時期に属しており、上記の物件群と比較しても古い。ICOMOSは上記の既登録物件や、メンフィス（エジプト）、モヘンジョ・ダロ（パキスタン）、ウルク・エリドゥ（イラク）などとも比較をした上でその「顕著な普遍的価値」を認め、世界遺産委員会に「登録」を勧告した。
2009年の第33回世界遺産委員会で初めて審議され、ICOMOSの勧告通り、世界遺産リストに登録された。ペルーでは7件目の文化遺産である。

### 登録基準
この世界遺産は世界遺産登録基準のうち、以下の条件を満たし、登録された（以下の基準は世界遺産センター公表の登録基準からの翻訳、引用である）。
- (2) ある期間を通じてまたはある文化圏において、建築、技術、記念碑的芸術、都市計画、景観デザインの発展に関し、人類の価値の重要な交流を示すもの。
- (3) 現存するまたは消滅した文化的伝統または文明の、唯一のまたは少なくとも稀な証拠。
- (4) 人類の歴史上重要な時代を例証する建築様式、建築物群、技術の集積または景観の優れた例。

基準の適用に当たっては、カラルがアメリカ大陸に残る遺跡群の中でも、古さ、規模、成熟度などの点で傑出していることなどが評価された。
ペルー政府は推薦時に基準(1)の適用も求めていたが、ICOMOSの勧告の時点で否定的見解が示されていた。

### 登録名
この物件の登録名は Sacred City of Caral-Supe （英語）/ Ville sacrée de Caral-Supe （フランス語）である。その日本語訳は、文献によって以下のような揺れがある。
- 聖都カラル・スペ（世界遺産アカデミー[17]）
- 聖地カラル-スーペ（日本ユネスコ協会連盟[18]）
- スペ渓谷のカラルの聖都（古田陽久[19]）
- カラル遺跡（『なるほど知図帳 世界2010』[20]）

## 遺跡が直面する危機
2020年3月頃、新型コロナウイルスの感染拡大に伴い全国的なロックダウンが実施されると、遺跡に侵入して不法占拠する者が現れた。占拠者は遺跡内で農業を行うとともに、考古学者を脅迫しだした。同年7月には、遺跡を一部破壊したとして容疑者2人が逮捕されたが、2021年に入っても占拠が行われており破壊が危惧されている。